# 圣费代莱-因泰尔维
圣费代莱-因泰尔维（義大利語：San Fedele Intelvi），曾是意大利科莫省的一个市镇。总面积10平方公里，人口1747人，人口密度174.7人/平方公里（2009年）。ISTAT代码为013205。
2018年1月1日，圣费代莱-因泰尔维和另外两个市镇合并为新的中因泰尔维谷市镇。